# Ljubešćica
Ljubešćica – wieś w Chorwacji, w żupanii varażdińskiej, w gminie Ljubešćica. W 2011 roku liczyła 1261 mieszkańców.